# غوربران
غوربران هي قرية في مقاطعة خوي، إيران. يقدر عدد سكانها بـ 428 نسمة بحسب إحصاء 2016.